# Костянтинівка (Мелітопольський район)
Костянти́нівка — село в Україні, центр Костянтинівської сільської громади Мелітопольського району Запорізької області. Населення — 10 119 осіб.

## Географія
Село Костянтинівка знаходиться в центральній частині Мелітопольського району на лівому березі річки Молочна, вище за течією на відстані 0,5 км розташоване село Вознесенка, нижче за течією на відстані 3,5 км розташоване село Мордвинівка, на протилежному березі  на відстані 0,5 км — місто Мелітополь і залізнична станція Мелітополь. Річка в цьому місці звивиста, утворює лимани, стариці та заболочені озера. Через село проходить автомобільна дорога М14 (E58). До Жовтневої революції кордон між Мелітопольським і Бердянським повітами Таврійської губернії проходив по Молочній річці. Таким чином, Костянтинівка входила не в Мелітопольський, а в Бердянський повіт, у той час як на південь землі Мелітопольського повіту тяглися до Генічеська, а на північ до Дніпра.
Населений пункт розташований на землях площею 1 448,5 га. Територія за його межами становить 10 573 га. З них землі сільськогосподарського призначення становлять 10 376 га.
У народі Костянтинівку часто називають Ханделеївка або Ханда.

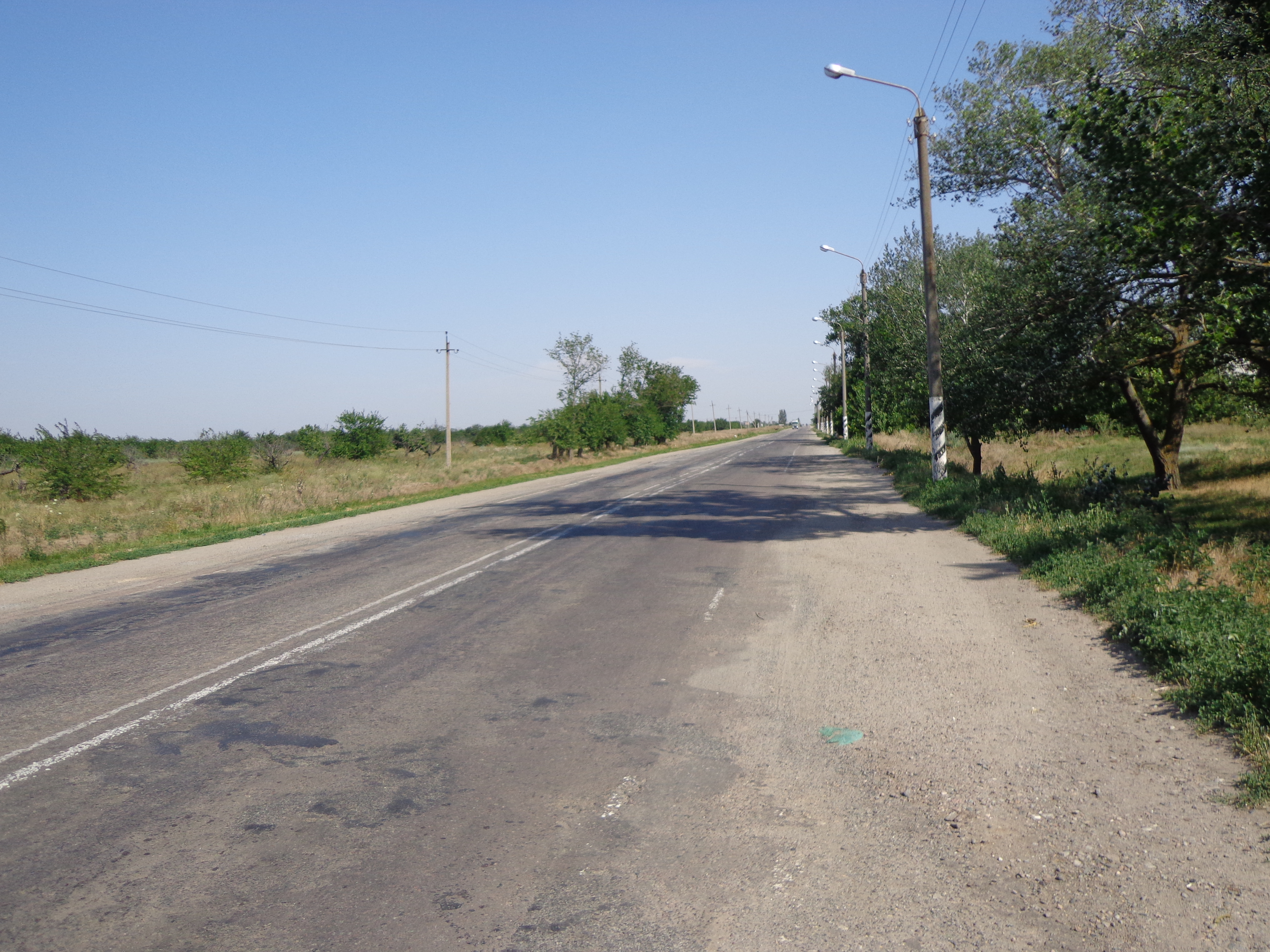
Автодорога М14, яка веде в Приазовське
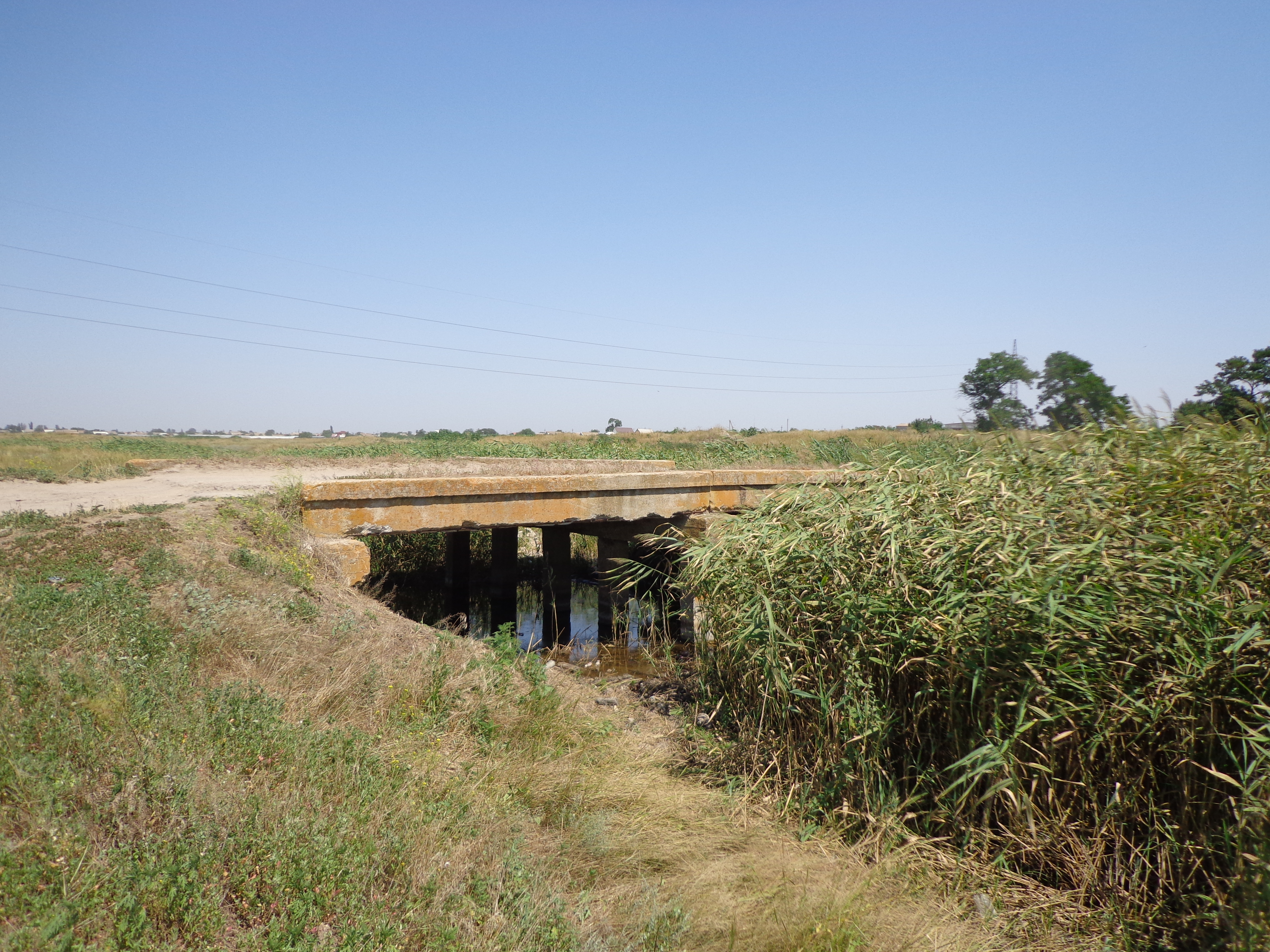
Міст через канал річки Молочної

## Історія
Засноване село в 1861 році державними селянами з с. Андріївки Бердянського повіту та селянами з Харківської, Полтавської та Воронезької губерній на місці ногайського аулу Єдинохта.
У роки радянської влади основу економіки Костянтинівки становили два крупні колгоспи, ім. Леніна та ім. Фрунзе, розташовані в селі. Колгоспом ім. Леніна займав північну частину села та 5380 га сільськогосподарських угідь, у тому числі 4 999 га орної землі. Господарство вирощувало зернові культури, займалося молочним тваринництвом, садівництвом та овочівництвом. Колгосп ім. Фрунзе розташовувався в південній частині села. Йому належало 5110 га сільськогосподарських угідь, у тому числі 4 560 га орної землі. Колгосп спеціалізувався на виробництві яловичини, але також були розвинені рільництво, молочне тваринництво, птахівництво, садівництво та овочівництво. У селі також знаходилися різноманітні підсобні підприємства: цегельний завод, цех первинної переробки овочів і фруктів, 2 млини, 3 пилорами. У селі діяли 2 будинки культури із залами на 500 місць, 6 бібліотек.
Село постраждало від організованого радянською владою Голодомору 1932—1933 років, встановлено імена 101 жертви. В 1992 році в селі встановлено пам'ятний знак жертвам Голодомору, який згодом був замінений стаціонарним пам'ятником.

## Населення
Згідно з переписом УРСР 1989 року чисельність наявного населення села становила 12 411 осіб, з яких 5983 чоловіки та 6428 жінок.
За переписом населення України 2001 року в селі мешкало 11 986 осіб.
Станом на 1 січня 2021 року, кількість населення села становило 10 119 осіб. Село складається з 4583 дворів.
Довгий час Костянтинівка була найбільшим селом в Україні за кількістю населення, але станом на 1 січня 2021 року її випередили села Софіївська Борщагівка Київської області (10 999 осіб) та Зимна Вода Львівської області (10 961 особа).

### Мова
Розподіл населення за рідною мовою за даними перепису 2001 року:
| Мова              | Відсоток |
| ----------------- | -------- |
| українська        | 69,03 %  |
| російська         | 28,76 %  |
| циганська         | 0,54 %   |
| болгарська        | 0,25 %   |
| кримськотатарська | 0,23 %   |
| вірменська        | 0,12 %   |
| білоруська        | 0,11 %   |
| молдовська        | 0,11 %   |
| німецька          | 0,01 %   |
| інші              | 0,84 %   |

## Економіка
На території сільської ради створені та працюють 5 сільськогосподарських підприємств, які орендують у власників земельних паїв 1056 земельних часток на площі 6185,44 га; 15 фермерських господарств, що ведуть своє господарство на 989,57 га земель; 3 приватні підприємства, які обробляють 136 земельних частки на 778,42 га земель; 100 земельних паїв їх власники обробляють самостійно на площі 667,67 га.
Землі резервного фонду, загальною площею 638,3 га, розподілені між працівниками соціальної сфери села та обробляються спільно з фермерським господарством.

## Інфраструктура
На території сільської ради працюють наступні установи:
- 2 медичних пункти (Дільнична лікарня, ФАП);
- Бібліотека — 2:
- Сільський Будинок Культури — 1:
- Сільська рада −1:
- Костянтинівський ліцей «Ерудит»
- Костянтинівська загальноосвітня школа 1-3 ступенів № 3 «Прометей»:
- Мелітопольське районне НВО № 1 «Таврія»
- Музична школа — 1
- Поштові відділення — 2:
- КП «Райсількомунгосп» Мелітопольської районної ради

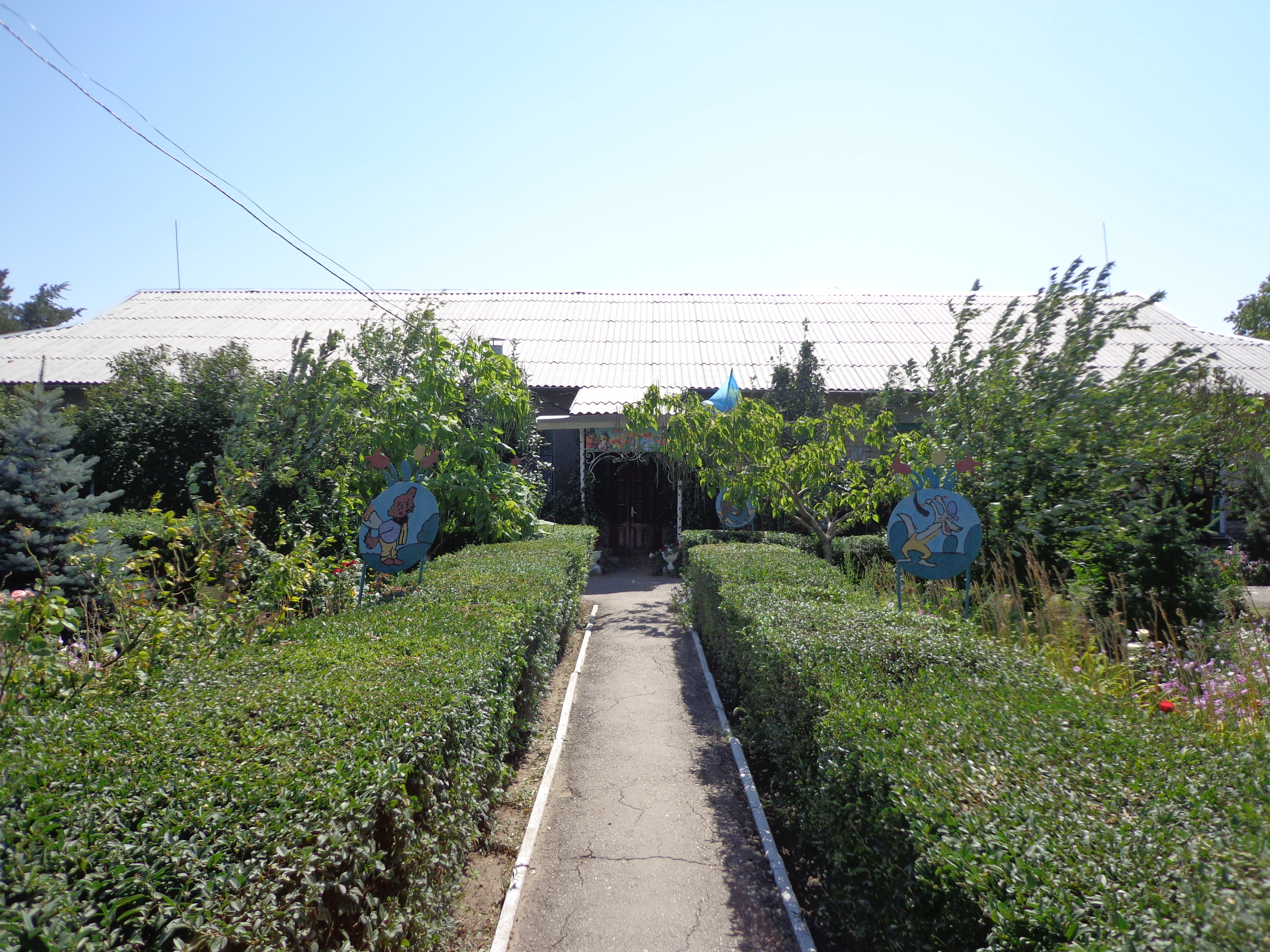
Дитячий садочок
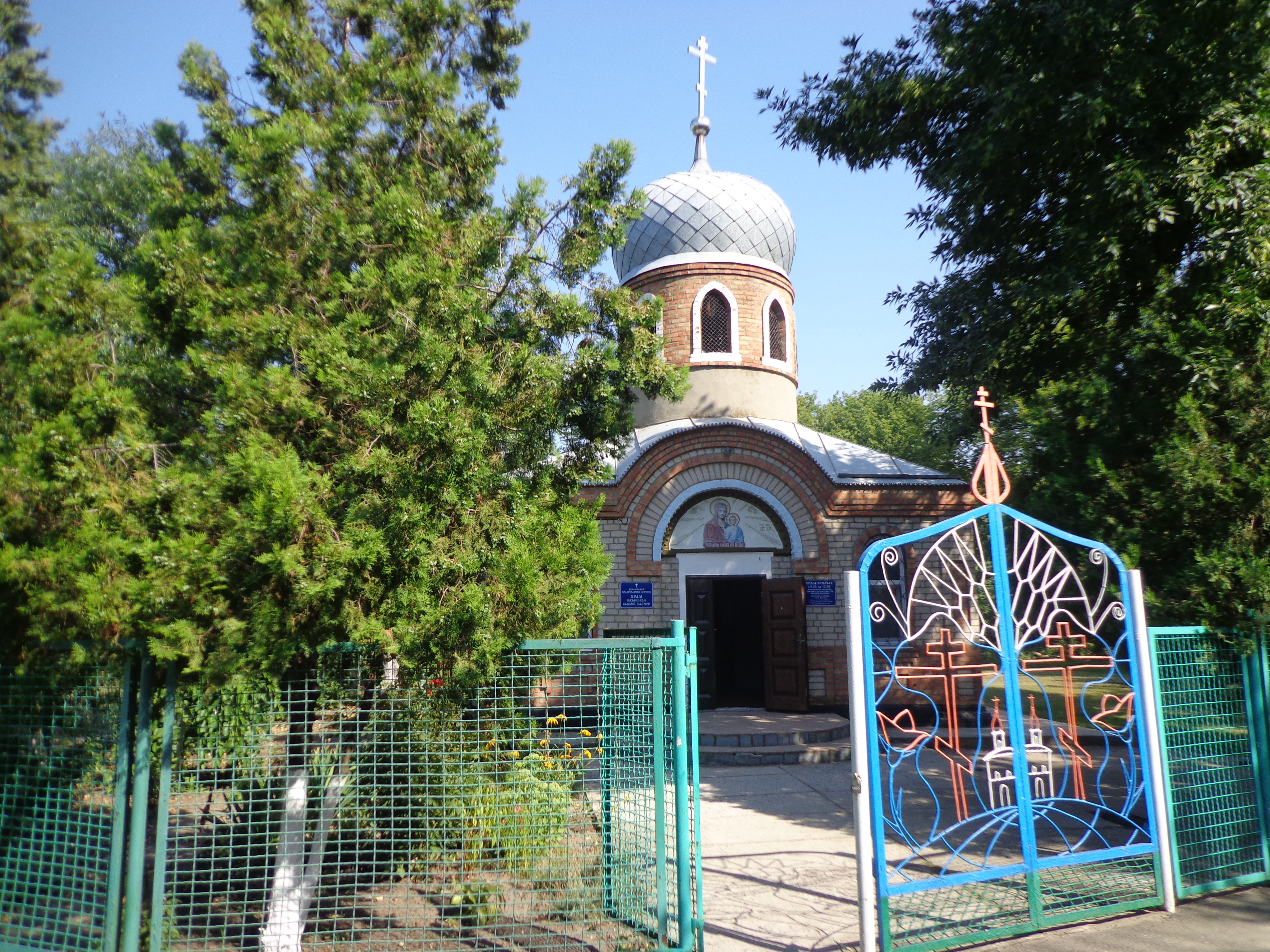
Церква
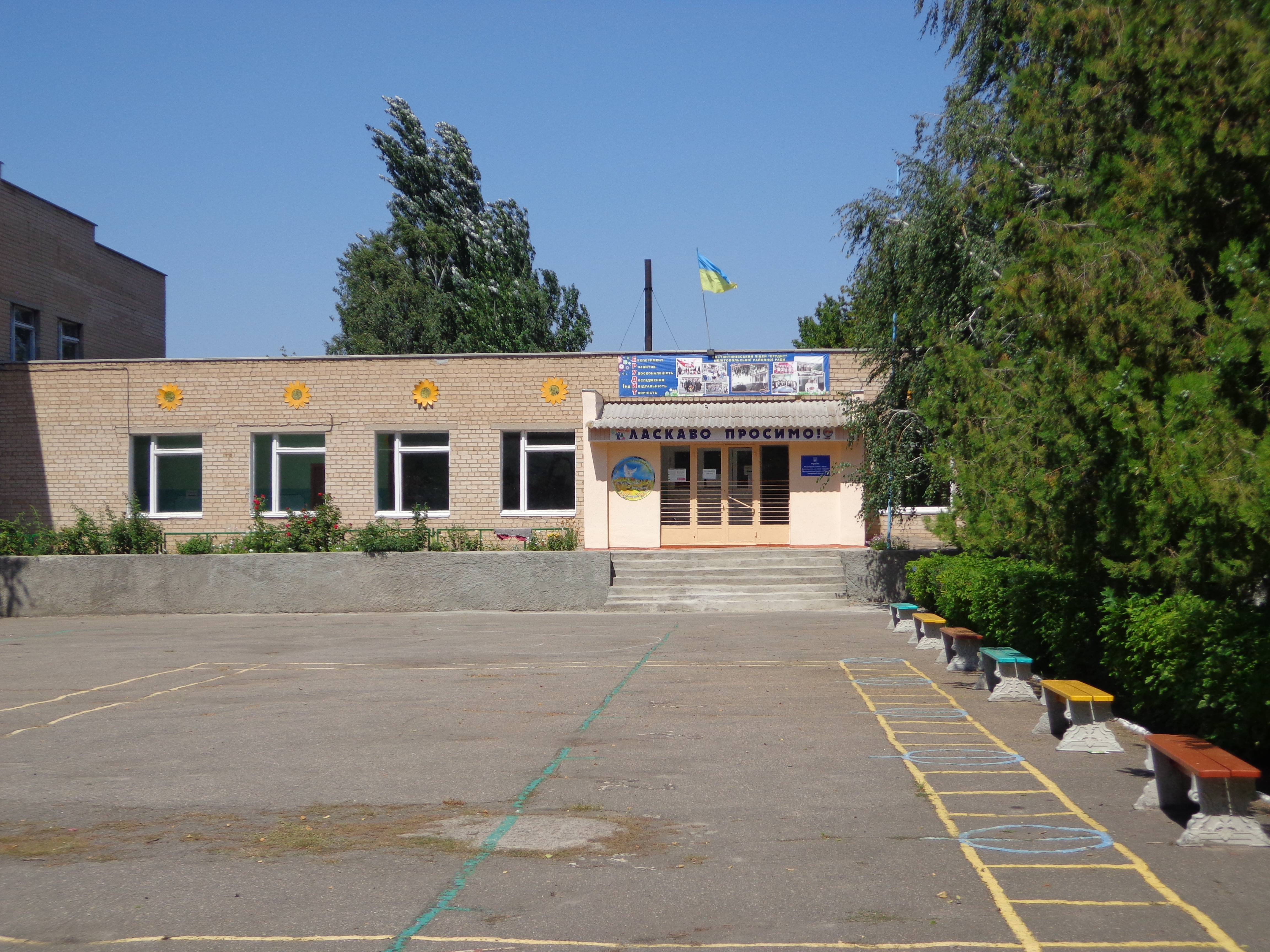
Ліцей «Ерудит»
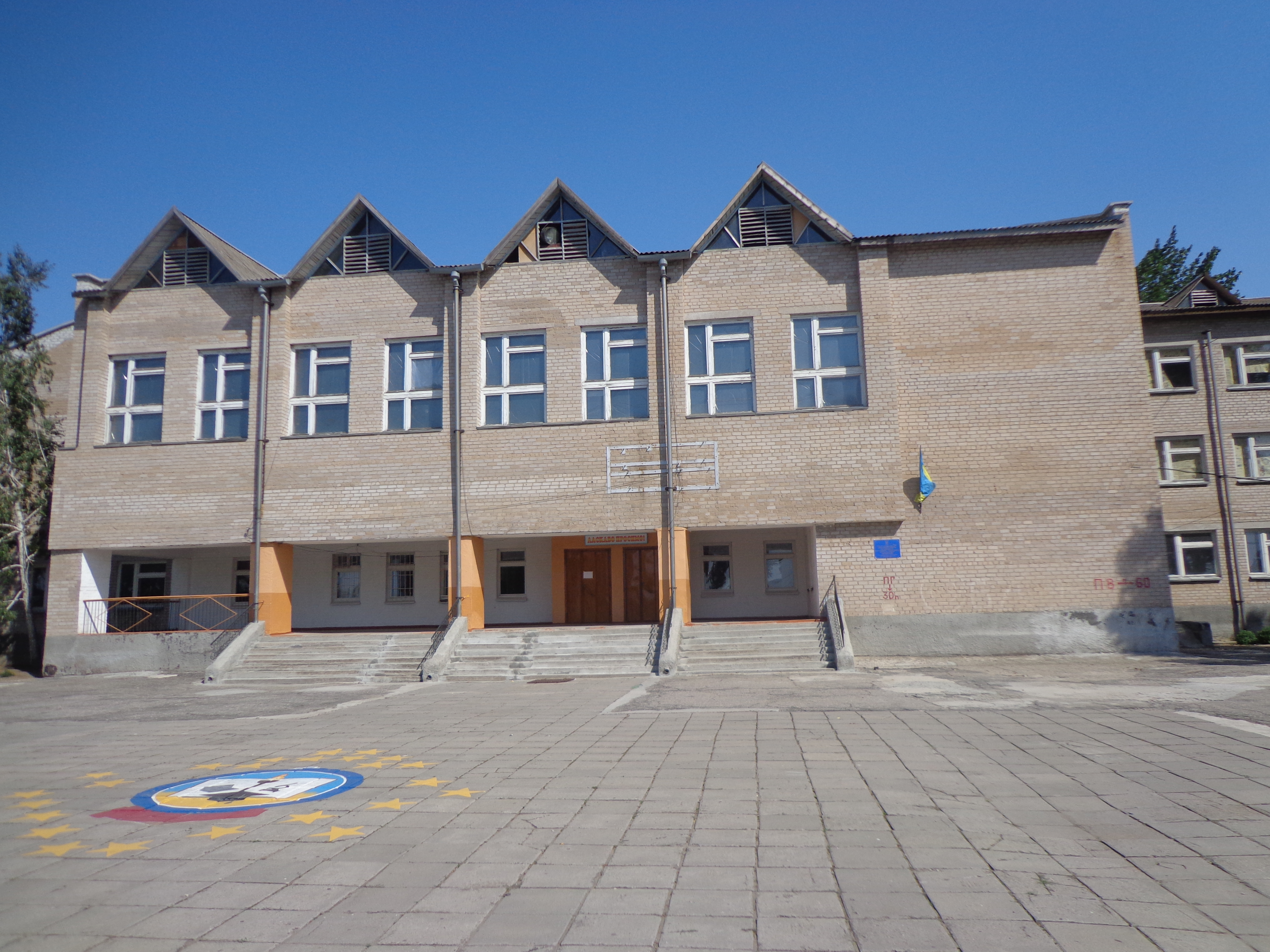
Школа
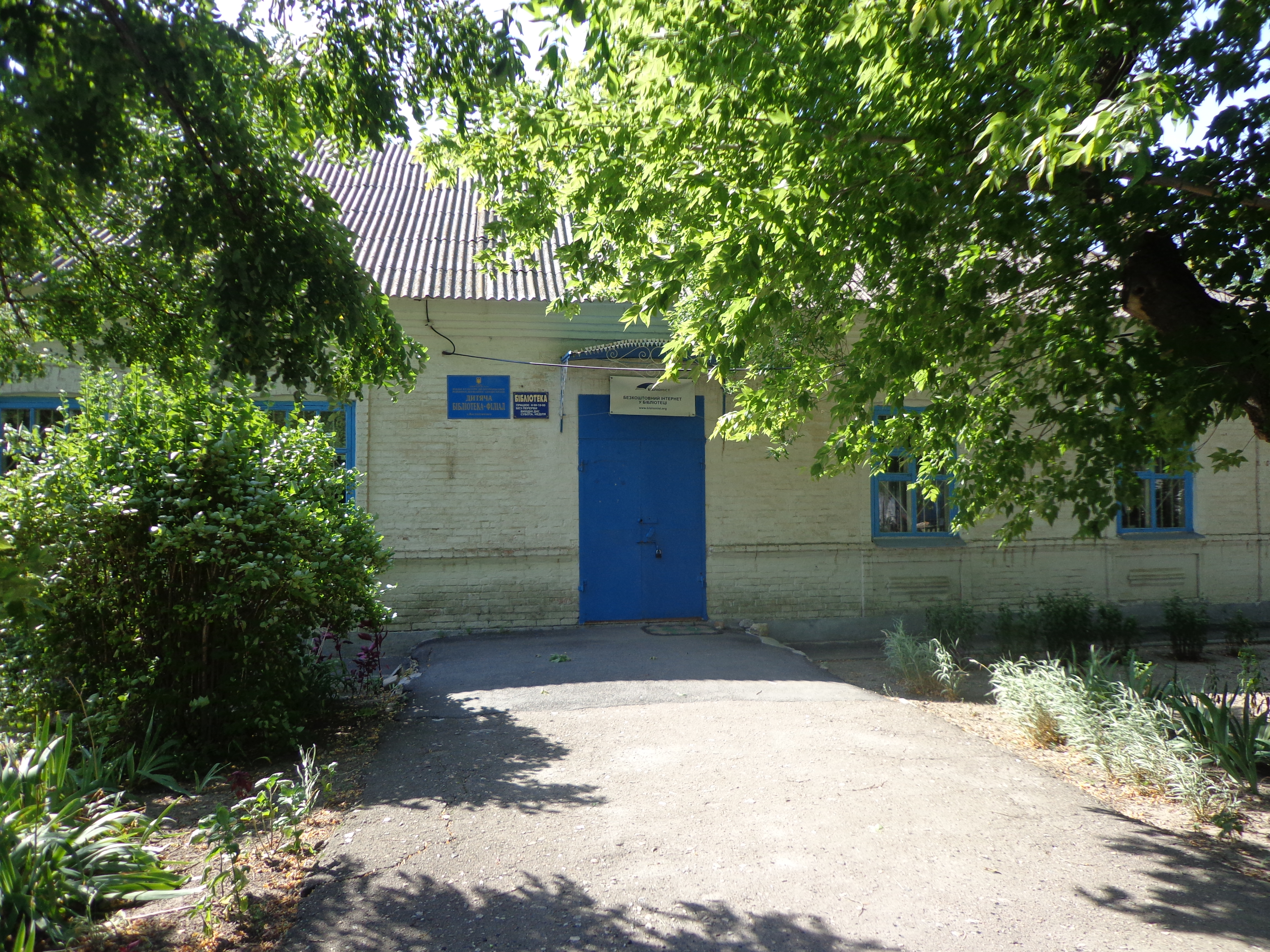
Бібліотека

## Відомі особистості
В поселенні народився:
- Кубрак Сергій Іванович (нар. 1963) — український спортсмен, тренер, педагог.

## Пам'ятки

### Сквери
- Сквер ім. П. Т. Одинця. Відкрито 9 травня 2012 року[9]. У сквері встановлено пам'ятник герою Радянського Союзу, уродженцю села П. Т. Одинцю.
- Парк Перемоги. Відкритий в честь 65-річчя перемоги у Великій Вітчизняній війні. В парку встановлено пам'ятник воїнам-інтернаціоналістам[10].

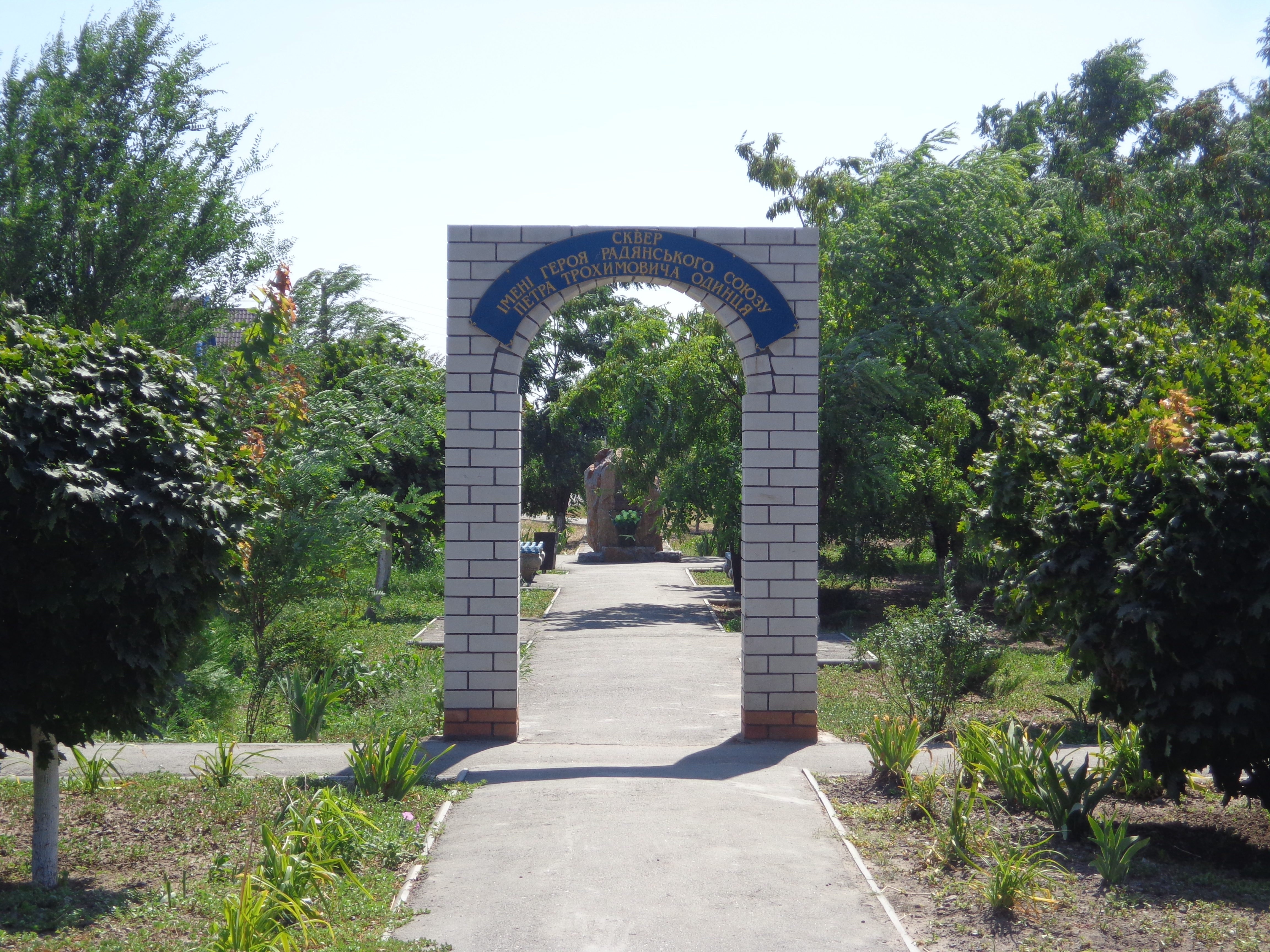
Сквер ім. П. Т. Одинця в Костянтинівці
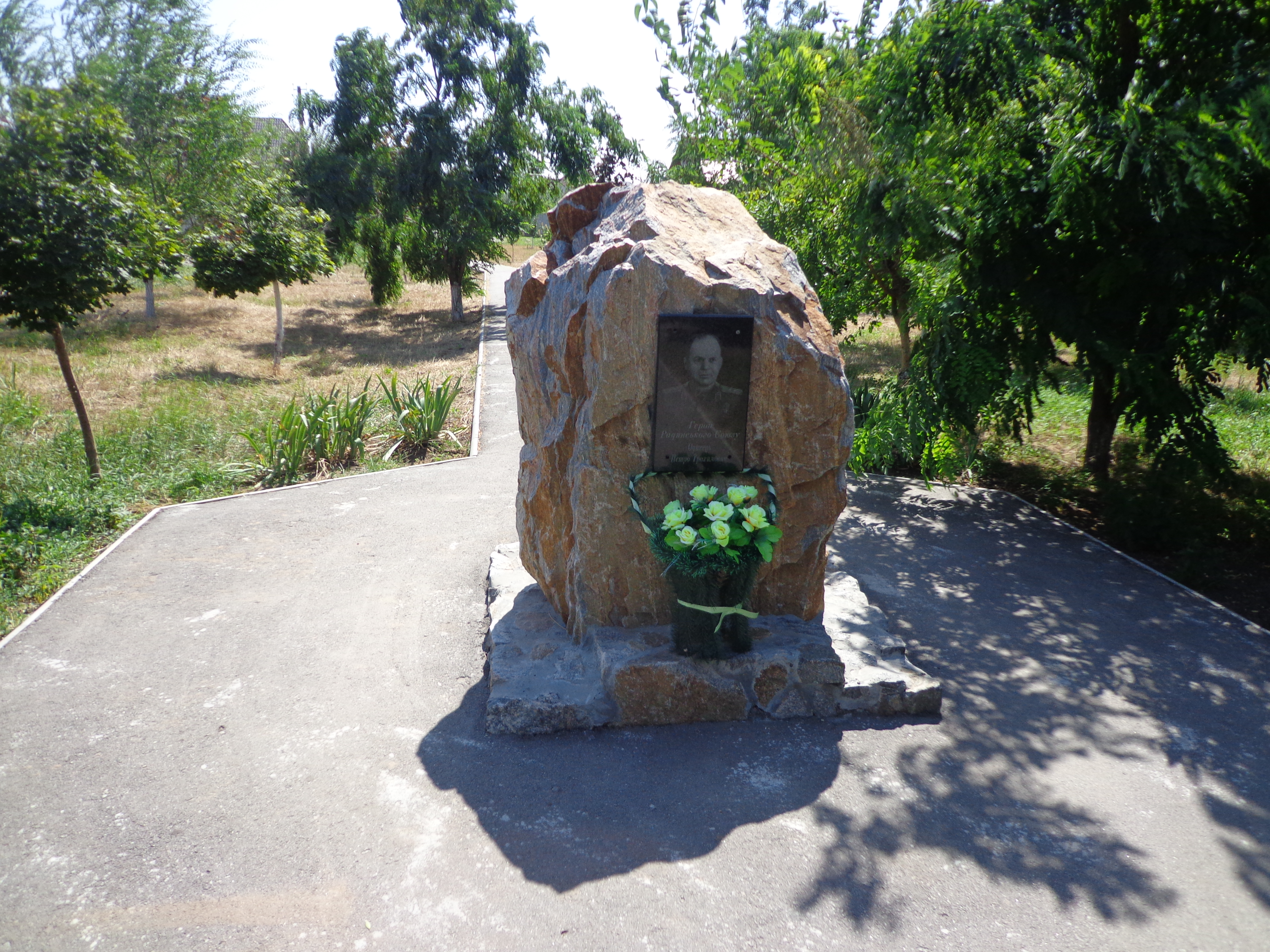
Пам'ятник П. Т. Одинця в сквері
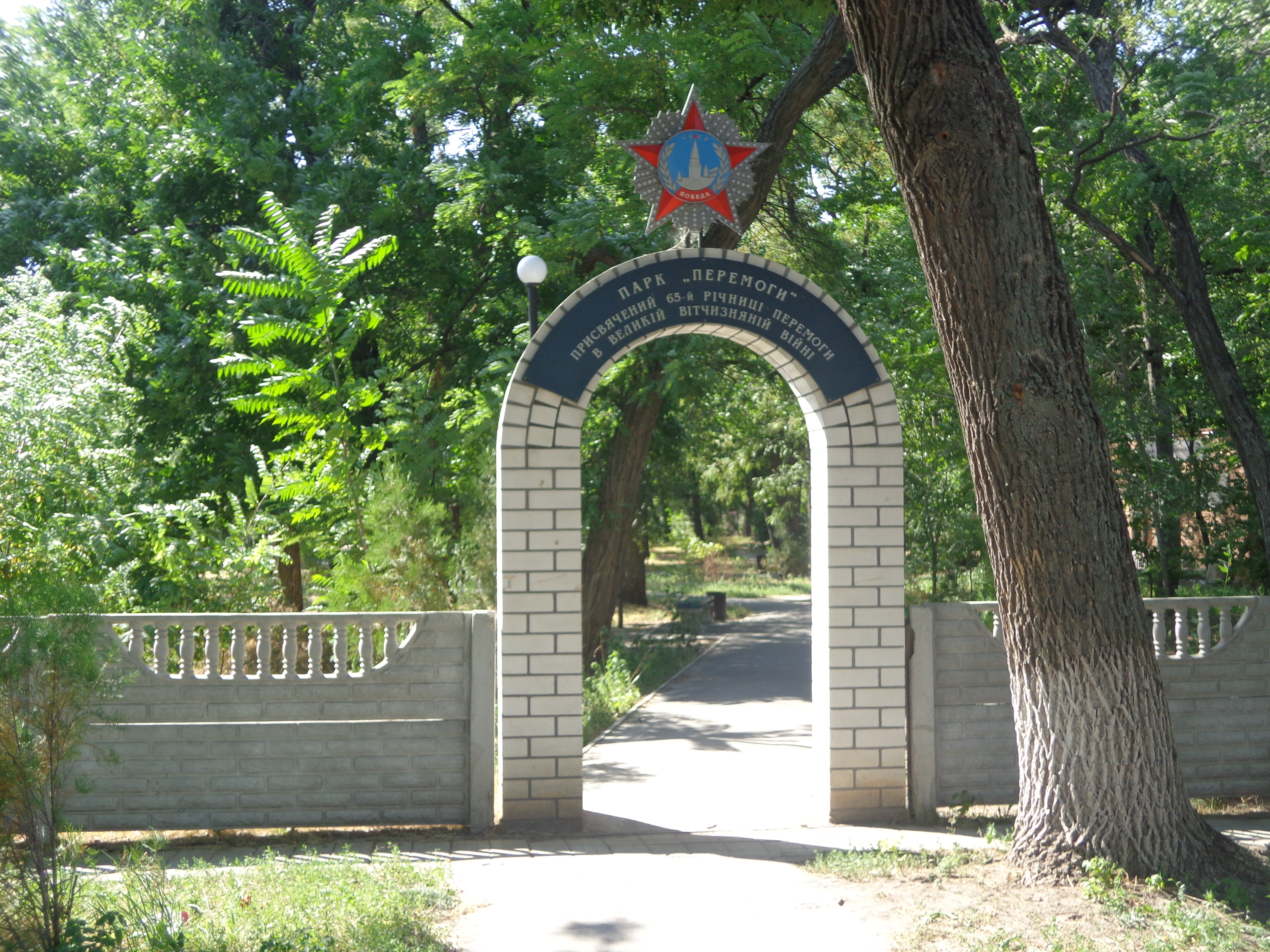
Парк Перемоги
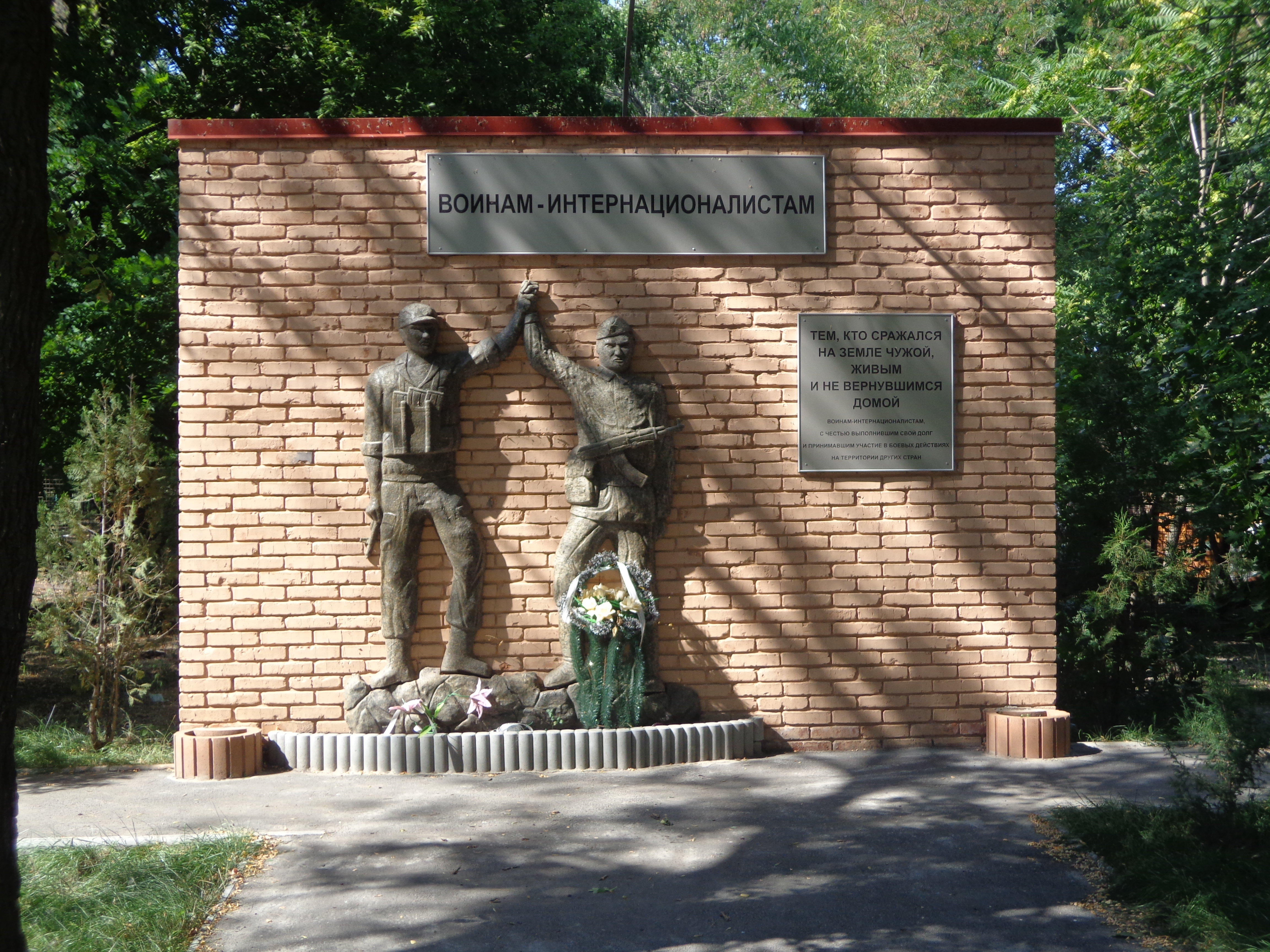
Пам'ятник воїнам-інтернаціоналістам в парку Перемоги

### Археологічні пам'ятки
Поблизу села розкопано 3 кургани з похованнями різних часів. Являє інтерес раннє скіфське поховання (VII—VI ст. ст. до н. е.), де були бронзові удила, бляшка та інші речі.